# Resolució 730 del Consell de Seguretat de les Nacions Unides
La Resolució 730 del Consell de Seguretat de les Nacions Unides, fou adoptada per unanimitat el 16 de gener de 1992 després de recordar les resolucions 719 (1991) i 729 (1992), el Consell va aprovar un informe del Secretari general del 14 de gener, i va decidir rescindir el mandat del Grup d'Observadors de les Nacions Unides a Centreamèrica (ONUCA) amb efecte a partir del 17 de gener de 1992.
El mandat de l'ONUCA es va ampliar principalment a petició de governs d'Amèrica Central i del sud. Cap al final del mandat, es van produir reduccions substancials i una reorientació de les seves tasques a l'enllaç amb les forces de seguretat dels cinc estats centreamericans. En posar fi al mandat d'ONUCA va permetre que el Secretari general Boutros Boutros-Ghali transferís el personal a la propera Missió d'Observació de les Nacions Unides al Salvador.